# Cratere Newcomb (Luna)
Newcomb è un cratere lunare di 39,8 km situato nella parte nord-orientale della faccia visibile della Luna.
Il cratere è dedicato all'astronomo canadese-statunitense Simon Newcomb.